# Grönhjon
Grönhjon (Callidium aeneum) är en skalbagge som tillhör familjen långhorningar. 

## Beskrivning
Arten är en platt och tämligen bred skalbagge, som blir 9 till 15 millimeter lång och kännetecknas av sin grönskimrande färg och den grovrynkiga, läderliknande strukturen på täckvingarnas ovansida. Ibland har den delvis bronsaktigt färgade partier, bland annat halsskölden.
Typiskt för arten är också långa, kraftiga ben med förtjockade lår. Även antennerna är kraftiga och långa.

## Utbredning
Grönhjonet förekommer i större delen av Europa utom Brittiska öarna, Danmark, Iberiska halvön och Medelhavsöarna. Österut fortsätter utbredningsområdet till Japan. I Sverige förekommer den i nästan hela landet med undantag för Gotland. I Finland har arten främst observerats i de södra landskapen, även om 3 fynd har gjorts längre norrut, i Kemi och Kuusamo.

## Ekologi
Som larv lever den under barken på grenar eller mindre stammar av granar, men ibland även på tall. Den sorts grenar som larverna återfinns på är vanligen sådana som har varit döda ett eller två år och som har en diameter på 3 till 7 centimeter.
Det tar två år för larven att utvecklas. Den lever i en platt gång som den gnager under barken på träden, men i samband med förpuppningen går den inåt och gräver en puppkammare 5 till 10 millimeter in i splintveden.
Den fullbildade skalbaggen uppträder under juni och juli.

## Hotstatus
I Sverige är grönhjonet rödlistat som nära hotat (NT), medan arten i Finland är klassificerad som livskraftig (LC).